# Christian Meyer Ross
Christian Meyer Ross (Flekkefjord, 22 november 1843 - Rome, 1 april 1904) was een Noors kunstschilder.

## Leven en werk
Ross was de zoon van een belastinginspecteur. Hij ging naar de Latijnse school in Bergen en studeerde daarna klassieke talen aan de Universiteit van Kristiania. Vervolgens koos hij voor het kunstenaarschap en studeerde aan de kunstacademies van Kopenhagen en München. Na een tussenstop in Parijs vestigde hij zich in 1879 in Rome. Hoewel hij nog regelmatig naar Noorwegen op en neer bleef reizen zou hij daar tot aan zijn dood zijn blijven wonen en werken. Hij nam er een vooraanstaande plaats in binnen de Scandinavische kunstenaarskolonie.
Ross maakte vooral naam als portrettist en genreschilder, en werkte in een naturalistische stijl, later enigszins beïnvloed door het impressionisme. Hij stond ook bekend als een begaafd pianist. In 1904 overleed hij, op 60-jarige leeftijd. Bij zijn begrafenis in Rome was schrijver en Nobelprijswinnaar Bjørnstjerne Bjørnson aanwezig, die, door emoties overmand, niet in staat was om zijn lofrede uit te spreken. De Amerikaanse schrijfster Maud Howe Elliott herinnerde Ross van een carnavalsfeest in Italië en beschreef hem als "die joviale Scandinaviër die ondanks zijn zwaarlijvigheid zo gracieus danste".

## Galerij

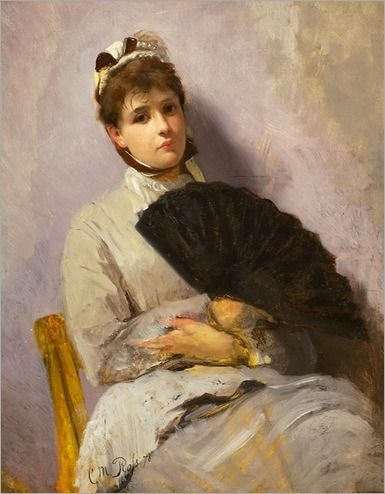
Portret van een jonge vrouw
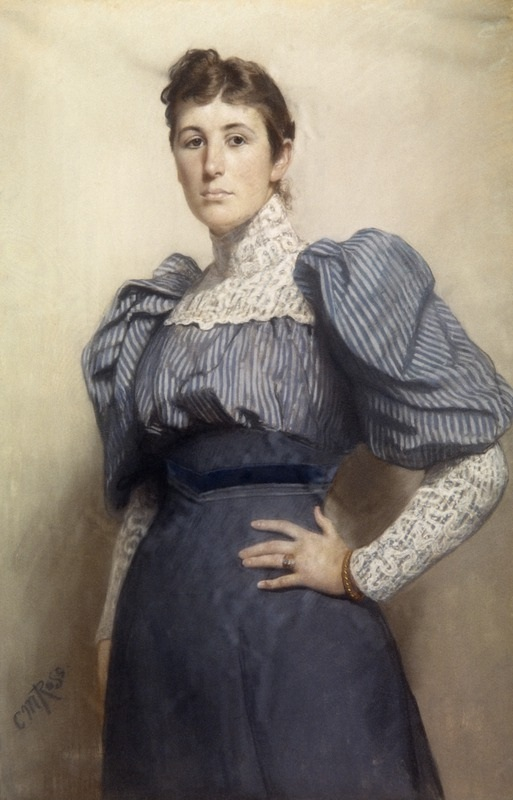
Portret van Nini Roll Anker
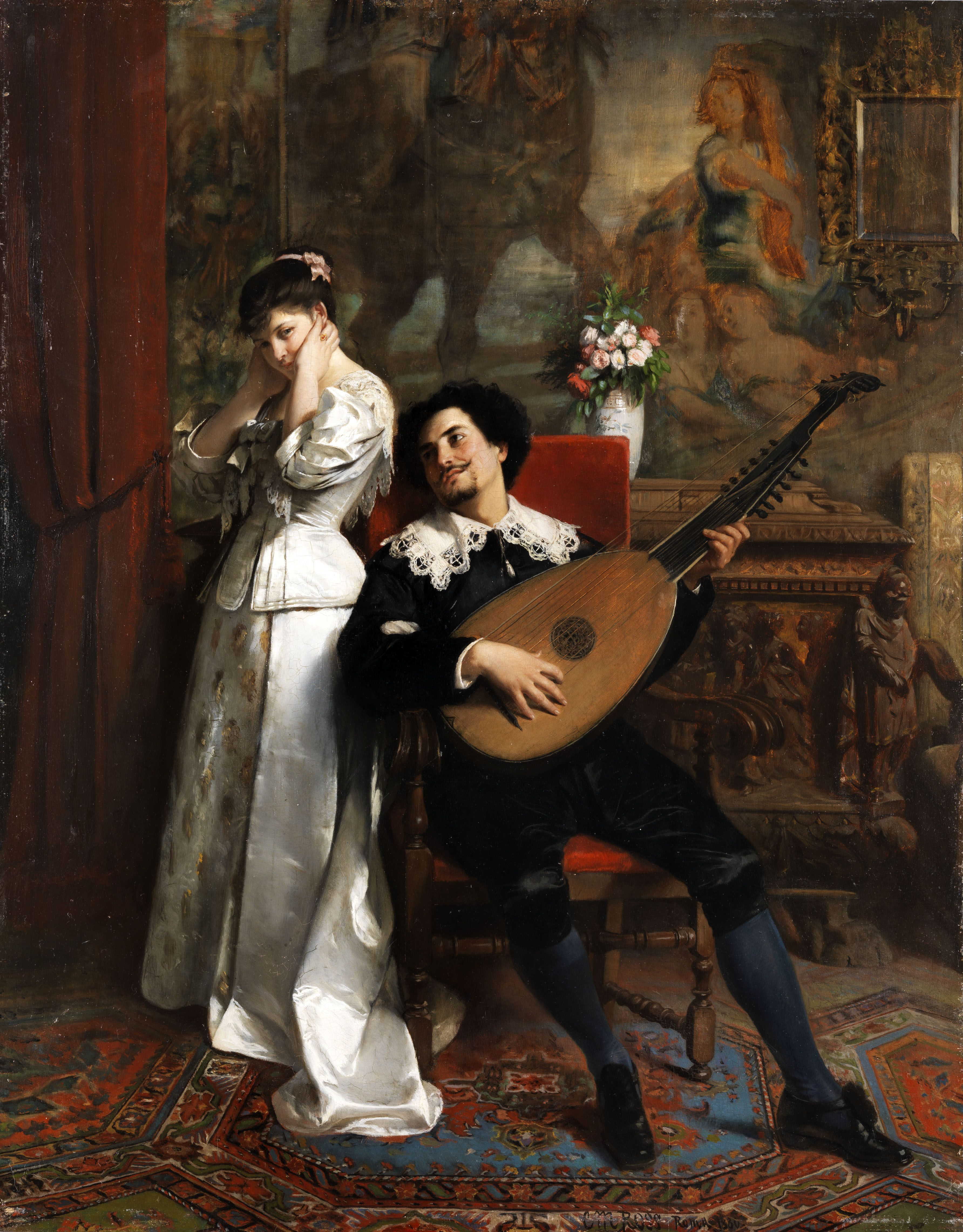
Luitspeler met jonge vrouw